# Batalla de Ceja del Negro
La Batalla de Ceja del Negro fue un enfrentamiento militar de cierta envergadura, ocurrido en el lugar del mismo nombre, en la provincia de Pinar del Río, Cuba, el 4 de octubre de 1896, durante la Guerra Necesaria (1895-1898) por la independencia de Cuba. La batalla se desarrolló durante el transcurso de la Invasión al Occidente del país.
En la batalla participaron fuerzas de las tres armas: infantería, caballería y artillería. Las tropas cubanas estaban comandadas por los Mayores generales Antonio Maceo y Juan Rius Rivera, mientras que a las tropas españolas las dirigía el Coronel Granados.

## Batalla
Las tropas cubanas se encontraban rezagadas producto de una gran cantidad de población civil que llevaban consigo. El tiroteo, que se generaliza a partir de las ocho de la mañana, se extiende hasta cerca de las cinco de la tarde cuando las tropas de Maceo, se dedican a hostigar los últimos reductos de los españoles, en una de las estribaciones del lomerío.
Las fuerzas españolas, muy superiores en número y poderío militar, no consiguieron ganar la batalla, pero el Coronel Granados bombardeó con la artillería el paso del río, por donde transitaban los cubanos, causando gran cantidad de bajas, sobre todo entre la población civil.

## Consecuencias
La victoria del General Maceo en Ceja del Negro provocó que el Capitán General de la isla, Valeriano Weyler, apresurara sus planes de reconcentración contra la población civil cubana, en pos de lograr vencer a las tropas independentistas, privándolas del vital apoyo de los campesinos.
- Datos: Q55461474